# Перселл, Калани
Калани Перселл (англ. Kalani Purcell; родилась 13 января 1995 года в Отахуху, регион Окленд, Новая Зеландия) — новозеландская профессиональная баскетболистка, которая выступала в женской национальной баскетбольной лиге. Играла на позиции лёгкого форварда.
В составе национальной сборной Новой Зеландии завоевала серебряные медали чемпионатов Океании 2013 и 2015 годов в Австралии и Новой Зеландии и стала бронзовым призёром Игр Содружества 2018 года в Голд-Косте, а также принимала участие на чемпионатах Азии 2017 и 2019 годов в Индии и 2021 года в Иордании.

## Ранние годы
Калани Перселл родилась 13 января 1995 года в городе Отахуху (регион Окленд) в семье Брайана и Ингрид Перселл, у неё есть старшие три брата и три сестры, две из которых, Чармиан и Натали также играли в ЖНБЛ, а училась она в городе Логан (штат Квинсленд) в колледже Джона Пола, в котором выступала за местную баскетбольную команду.